# Escuela Multidisciplinaria de Arte Dramático Margarita Xirgu
La Escuela Multidisciplinaria de Arte Dramático Margarita Xirgu (EMAD) es un instituto de formación artística ubicado en Montevideo (Uruguay). Fundado en 1949, imparte cursos de actuación, diseño teatral y dramaturgia.

## Historia
La EMAD fue fundada el 14 de noviembre de 1949 por iniciativa del dramaturgo y político Justino Zavala Muniz –quien ya había creado la Comedia Nacional y la escuela municipal de música– y de la actriz española Margarita Xirgu, que por entonces se encontraba exiliada en Uruguay. Se trata de una de las escuelas de arte dramático más antiguas del mundo hispanohablante y la única pública del país.
En la década de 1970 se comenzó a impartir el curso de diseño teatral, a cargo del escenógrafo Osvaldo Reyno.En 2010, por resolución de la Intendencia Departamental de Montevideo, el instituto fue nombrado «Escuela Montevideana de Arte Dramático Margarita Xirgu», manteniendo la sigla histórica con la que es conocida popularmente. No obstante, un año más tarde se realizó un nuevo cambio de nombre, pasando a tener la denominación actual.

## Formación
En la EMAD se han formado actores, actrices, directores y dramaturgos del teatro uruguayo. En la actualidad no es reconocida como licenciatura, sino como escuela de arte dramático. En 2013 firmó un convenio de asociación al Instituto Escuela Nacional de Bellas Artes de la Universidad de la República.

## Sede
Durante sus primeros 50 años, la sede de la EMAD fue el ala este del Teatro Solís, sitio en el que también funcionaba la Comedia Nacional. En 1998 debido a las reformas llevadas a cabo en el teatro, el instituto fue albergado temporalmente en el Teatro Astral de la Asociación Cultural Zhitlovsky en el barrio Palermo. Dos años más tarde fue trasladado al edificio de la Alianza Francesa localizado en el barrio Centro. No obstante, a partir de 2001, la sede fue alternando en diferentes lugares, hasta que en 2008 fue establecida en el Palacio Paulino de la zona del Cordón.
A finales de 2023, debido a problemas de espacio, se anunció que el instituto sería trasladado nuevamente. El 28 de enero de 2024 se anunció la compra del edificio sede del Comité Central Israelita del Uruguay y de la Sinagoga de la Kehilá en el barrio Centro. El lunes 27 de mayo se inauguró la nueva sede de la EMAD.

## Directores
- 1949 a 1957, Margarita Xirgu[13]
- 1997 a 1999, Levón Burunsuzián[14]
- 2013 al 2016, Mariana Percovich[15]
- 2016 a 2020, Santiago Sanguinetti[16]
- 2020 al 2022, Levón Burunsuzian[17]
- 2023 a la actualidad, Laura Pouso